# 巴尔·谢姆·托夫
巴尔·谢姆·托夫（希伯來語：בעל שם טוב，意为“美名大师”；约1698年—1760年5月22日，原名Israel ben Eliezer），是一个犹太教神秘主义的拉比。他被认为是犹太教哈西德派的创始人。
巴尔·谢姆·托夫出生于西乌克兰贫穷农民家庭。1703年，他成为孤儿。1710年，他完成了犹太基础教育，并成为一个助教。